# Paolo Tagliavento
Paolo Tagliavento (født 19. september 1972) er en italiensk fodbolddommer. Han har dømt internationalt under det internationale fodboldforbund FIFA siden 2007, hvor han er siden 2011 har været indrangeret som Premier development category 1-dommer, der er det næsthøjeste niveau for internationale dommere.
Han var blandt dommerne ved U21 EM 2011 i Danmark, hvor han dømte tre kampe. Heriblandt finalen mellem Spanien og Schweiz, som Spanien vandt 2-0.

## Kampe med danske hold
- Den 6. juni 2007: Kvalifikation til U21 EM 2009: Danmark – Finland 0-1
- Den 27. august 2009: Playoffs til Europa League: Hertha Berlin – Brøndby IF 3-1
- Den 14. juni 2011: U21 EM 2011: Danmark – Hviderusland 2-1